# 홍승활
홍승활(洪承活, 1955년 ~ )은 대한민국의 공기업인이다. 

## 출신 학교
- 영남대학교 영어영문학과 학사
- 경북대학교 행정대학원 행정학 석사
- 계명대학교 일반대학원 행정학 박사

## 수상 경력
- 대한민국 안전기술대상 대통령 표창

## 경력
- 대구도시철도공사 사장